# Nolisair International Inc.
Nolisair International Inc. (ehemals Nolisair Internationale Inc.) war eine kanadische Holdingfirma. Das Unternehmen diente als Muttergesellschaft für die Fluggesellschaft Nationair und die Wartungsbasis Aviation Technair.

## Geschichte

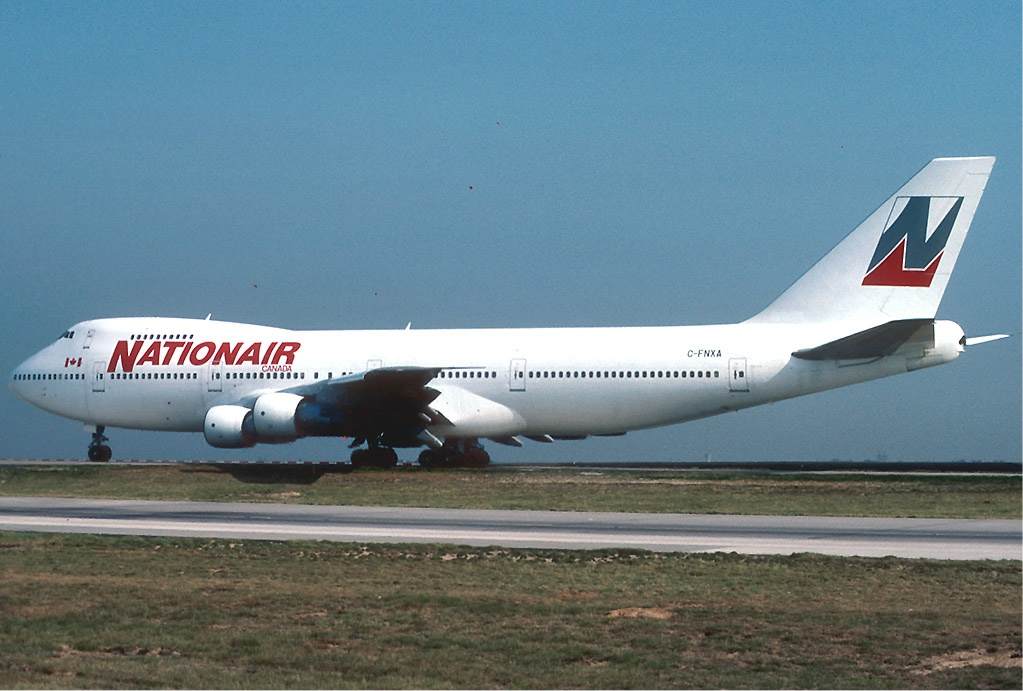
Eine Boeing 747-200 der Nationair auf dem Flughafen Paris-Charles-de-Gaulle, April 1989

Nolisair Internationale Inc, wurde am 14. Januar 1980 von Robert Obadia gegründet. Damals sollte das Unternehmen noch als Fluggesellschaft operieren. Der Sitz befand sich am Flughafen Montreal-Mirabel, wo auch der Sitz von Nationair und Technair war. Das Unternehmen sollte wie Nationair hauptsächlich Charterflüge durchführen. Das Air Operator Certificate wurde jedoch von dem kanadischen Transportministerium abgelehnt, woraufhin der Plan verfiel. Die Betriebsgenehmigung wurde erst im September 1983 erteilt, nach der Deregulierung des kanadischen Luftraums. Aus finanziellen Gründen wurde Nolisair in eine Holding umgewandelt, und das AOC wurde auf Nationair übertragen, die zwei gebrauchte Douglas DC-8-61 von JAL erhielt. Das Unternehmen führte den ersten Flug am 19. Dezember 1984 durch, als Charterflug von Montreal nach Port-au-Prince. Am 28. Mai 1985 wurde Aviation Technair gegründet, die auf dem Montréal-Mirabel International Airport ihre Wartungsbasis besaß. Alle Maschinen der Nationair wurden hier gewartet und gegebenenfalls repariert. Im nächsten Jahr wurde das Unternehmen in Nolisair International Inc. umbenannt.
Da Nationair immer mehr Aufträge erhielt, brauchte man neue Flugzeuge, welche man schließlich inklusive Personal durch die Übernahme der Odyssey International erhielt. Ihre zwei Boeing 757-200 kamen dann bei Nationair auf Leasingbasis zum Einsatz. Insgesamt betrieb Nationair 9 Boeing 757. Für stark frequentierte Strecken nahm noch eine Boeing 747-200 der TWA von 1990 bis 1992 ihren Dienst auf. Als am 11. Juli 1991 eine Douglas DC-8 nahe Dschidda abstürzte, sah sich das Unternehmen mit ernsthaften finanziellen Schwierigkeiten ausgesetzt, wodurch einige Douglas DC-8-61, 62 und 63 ausgeflottet wurden. Jedoch kam es bei älteren Maschinen, wie den DC-8 oder den älteren Boeing 747-100, oft zu technischen Ausfällen, weshalb einige Reiseveranstalter zu der ebenfalls in Montreal ansässigen Air Transat wechselten.
Der letzte Rettungsversuch von Nolisair bestand darin, Air Canada und Canadian Airlines auf der Strecke Montreal – Toronto unter Druck zu setzen, welcher scheiterte. Alle drei Unternehmen mussten Konkurs anmelden. Die sechs übrigen Boeing 747-200 wurden entweder an die Leasinggeber zurückgegeben oder verkauft. Außerdem wurde der Betrieb Technair von Air Transat übernommen, neben den zusätzlich neun übrig gebliebenen Boeing 757-200. Nolisair International Inc. hatte noch vor Nationair und Technair Insolvenz angemeldet.

## Tochtergesellschaften
- Nationair
- Odyssey International
- Aviation Technair

## Zwischenfälle
- Nigeria-Airways-Flug 2120